# Gourde (récipient)
Pour les articles homonymes, voir Gourde.

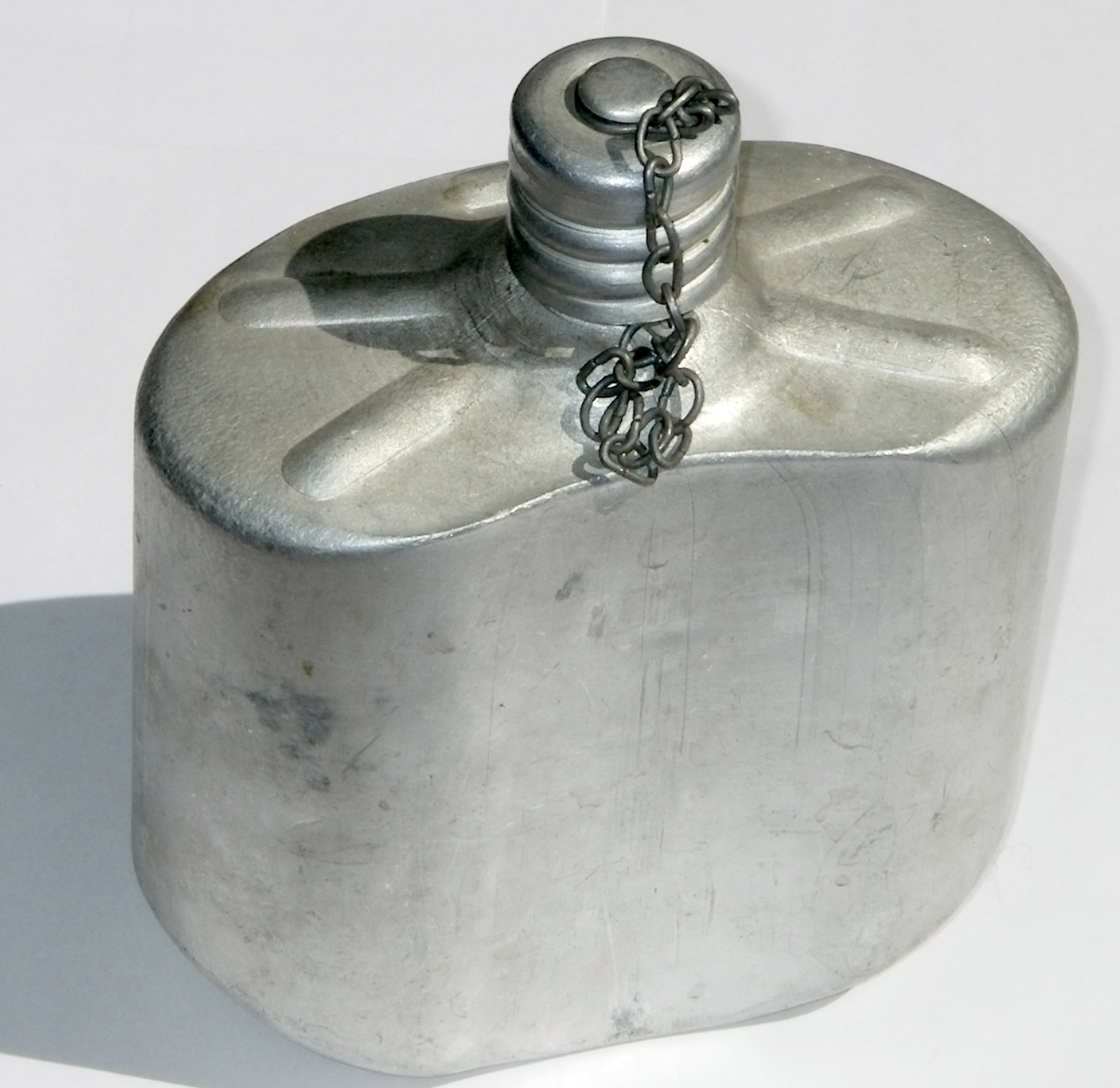
Gourde de métal

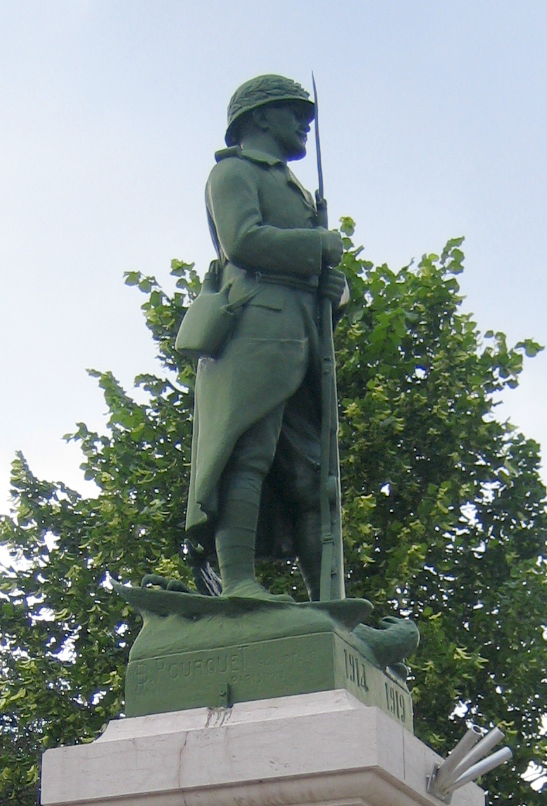
Statue représentant un poilu de la Première Guerre mondiale avec sa gourde suspendue sur sa hanche droite (Monument aux morts de Gresse-en-Vercors).

Une gourde est un petit récipient portatif destiné à transporter de l'eau ou tout autre boisson. Elle est plus coûteuse qu'une simple bouteille, mais plus solide et réutilisable.

## Histoire
L'histoire de la gourde se rapproche de celle de la bouteille, avec l'avantage d'être plus sûrement portable par une personne qui doit se déplacer. Depuis la Préhistoire, l'homme a dû transporter de l'eau d'un point à un autre. À cette époque, on la transportait à l'aide d'outres, qui furent également utilisées à l'époque romaine.[réf. nécessaire]
La gourde est employée depuis longtemps dans presque toutes les armées du monde entier. Son utilisation dans le cadre des loisirs ne s'est démocratisée qu'au XXe siècle, avec l'apparition des vacances, du temps libre et des excursions, un peu avant dans les mouvements de scoutisme.[réf. nécessaire]

## Concept
Généralement faite en plastique ou en métal, plus rarement en peau ou en verre (existence de gourde en verre recouverte d'osier ou de matériau tressé comme la dame-jeanne), une gourde a une capacité de portage comprise généralement entre 0,5 et 2 litres. 
Plusieurs systèmes d'ouverture existent. On peut voir des gourdes dont le goulot est muni d'une sécurité, d'autres avec un simple bouchon à visser. Pour prémunir le risque de perte de bouchon (qui rendrait la gourde inutilisable), celui-ci y est souvent asservi par une ficelle, une chaînette ou un ruban plastique. Un autre risque est celui d'écoulement d'eau (fuite) lorsque le pas de vis est mal serré ou trempé. Le système à bouchon mécanique (comme sur certaines bouteilles de bière qu'on peut facilement ouvrir et refermer) est le plus pratique, car contrairement à un pas de vis il s'ouvre et se ferme instantanément, évite toute perte d'élément, n'est jamais mal fermé . De plus, il semble qu'il soit plus sain et qu'un nettoyage modéré de la gourde serait suffisant, en secouant la gourde fermée avec un peu d'eau dedans. Malheureusement, pour des raisons obscures, les gourdes à bouchon mécanique ont récemment à peu près disparu du marché peu avant 2020. Tout système nécessite un changement de joint après quelques années ou un grand nombre d'utilisations, en particulier avec des boissons très chaudes qui tendent à faire fondre le joint.
Le transport de boissons sucrées ou collantes est déconseillé avec une gourde, car celle-ci est plus difficile à laver qu'une simple bouteille, ou qu'une bouteille jetable qu'on ne lave donc pas. En revanche, une gourde est appréciée en sport, notamment randonnée pour sa solidité et sa réutilisabilité.
Certaines gourdes peuvent maintenir plus ou moins efficacement le liquide à température constante : ce sont les bouteilles isothermes, permettant de garder la boisson fraîche ou au contraire chaude. Elles sont employées dans les sports de montagne. Beaucoup d'anciennes gourdes sont entourées d'un tissu qui peut être mouillé avant le départ ; l'évaporation progressive de cette eau conserve au contenu une certaine fraîcheur.
La gourde est parfois envisagée comme une manière de réduire la consommation de récipients plastiques : contrairement à la bouteille plastique, la gourde est économique, durable et permet aux consommateurs d'aujourd'hui de faire un geste écologique. Certaines sont même conçues à partir de matériaux végétaux biodégradables comme la Veganbottle, fabriquée à base de canne à sucre. Des artistes et des associations militent pour favoriser l'utilisation de la gourde dans une optique écologique. Le fabricant Sigg profite de placements de produit par ce biais. Par exemple, le rappeur belge Roméo Elvis a lancé une pétition pour encourager les pouvoirs publics belges à distribuer des gourdes durables (Sigg) aux écoliers avec son projet « Ma gourde à moi ».
Depuis le 1er janvier 2020 et l'interdiction du gobelet plastique à usage unique, le marché de la gourde a connu une forte croissance. En effet, la gourde permet de réduire son empreinte écologique, on peut la remplir de n'importe quel liquide (eau, soda, jus d'orange...). Elle est réutilisable autant de fois que l'on le souhaite. Aujourd'hui on en trouve de différentes tailles, différentes couleurs. C'est un produit très apprécié par les jeunes : on voit de plus en plus au lycée et à l'université où des étudiants utilisent une gourde pour boire.

## Symbolique
La gourde permet de conserver de l'eau, un élément vital à la survie de l'homme. Elle est une image de la vie, de la survie. Dans le cadre de films ou de dessins animés, elle permet de placer du suspense dans une scène, comme lorsque Tintin se retrouve au beau milieu du désert (Tintin au pays de l'or noir), la gourde vide ou percée par une balle.

## Quelques photos de gourdes

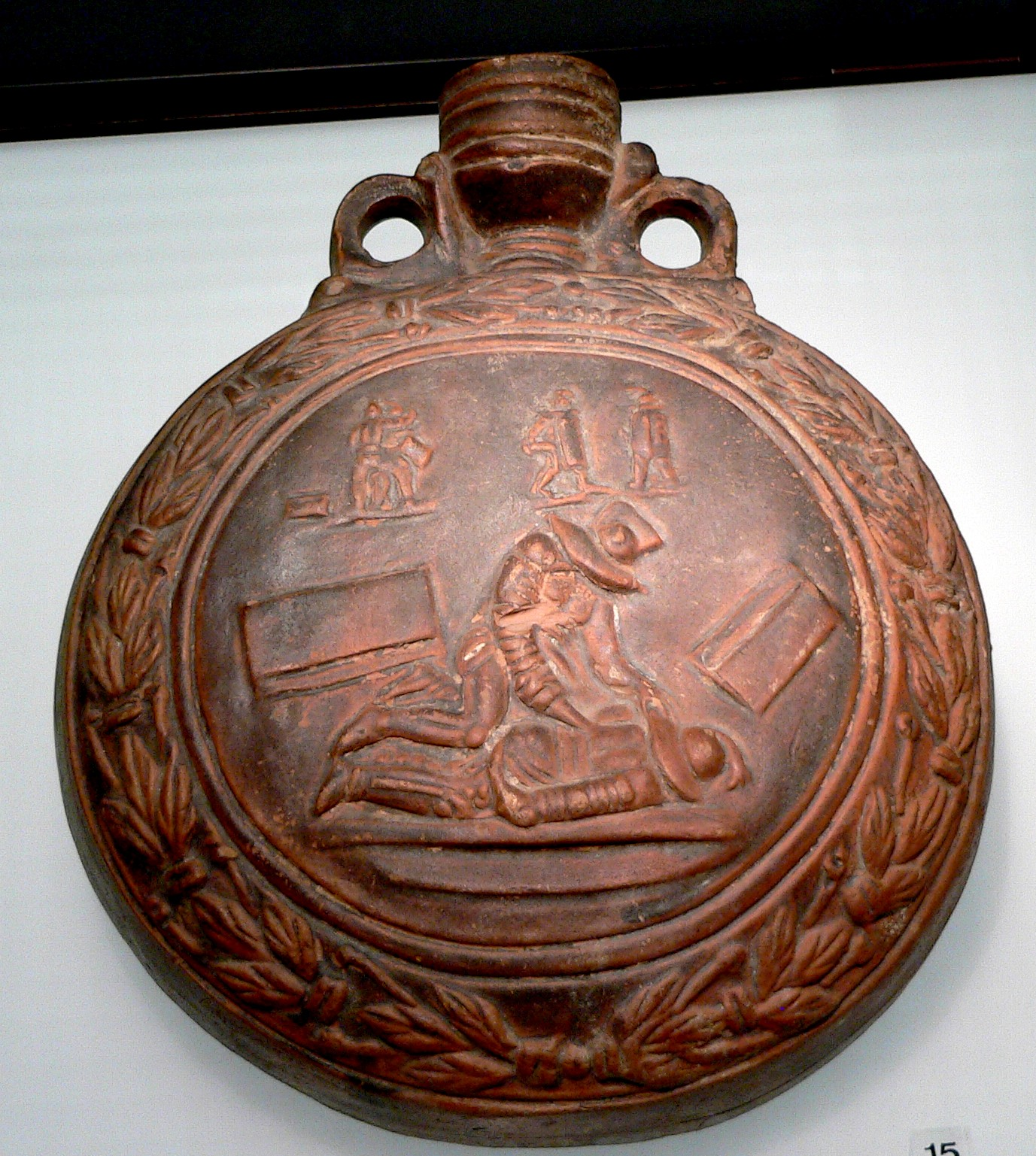
Du Ier ou IIe siècle.
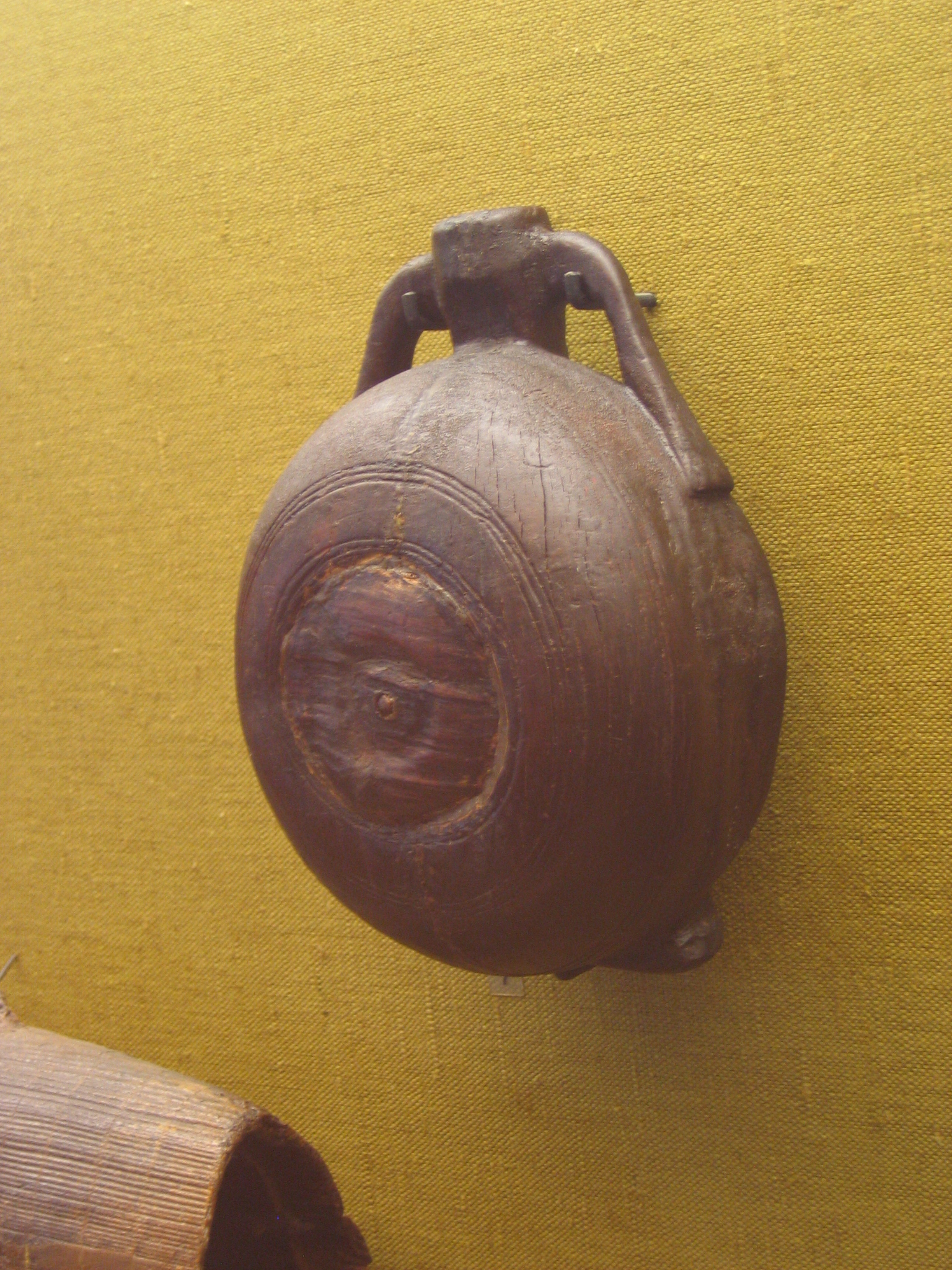
En bois du VIIe siècle.
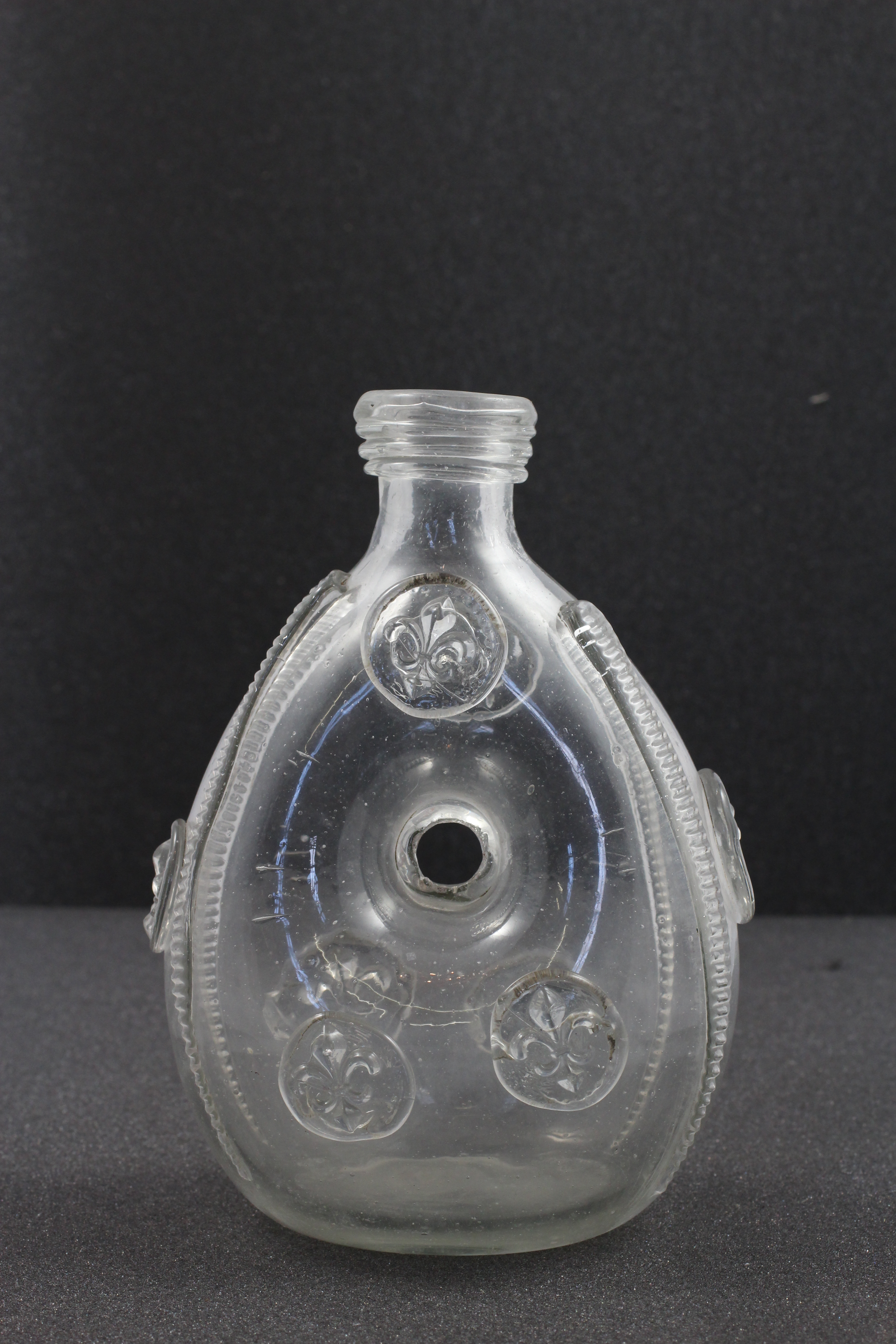
Gourde en verre du XVIIe siècle.Musée des Hospices civils de Lyon
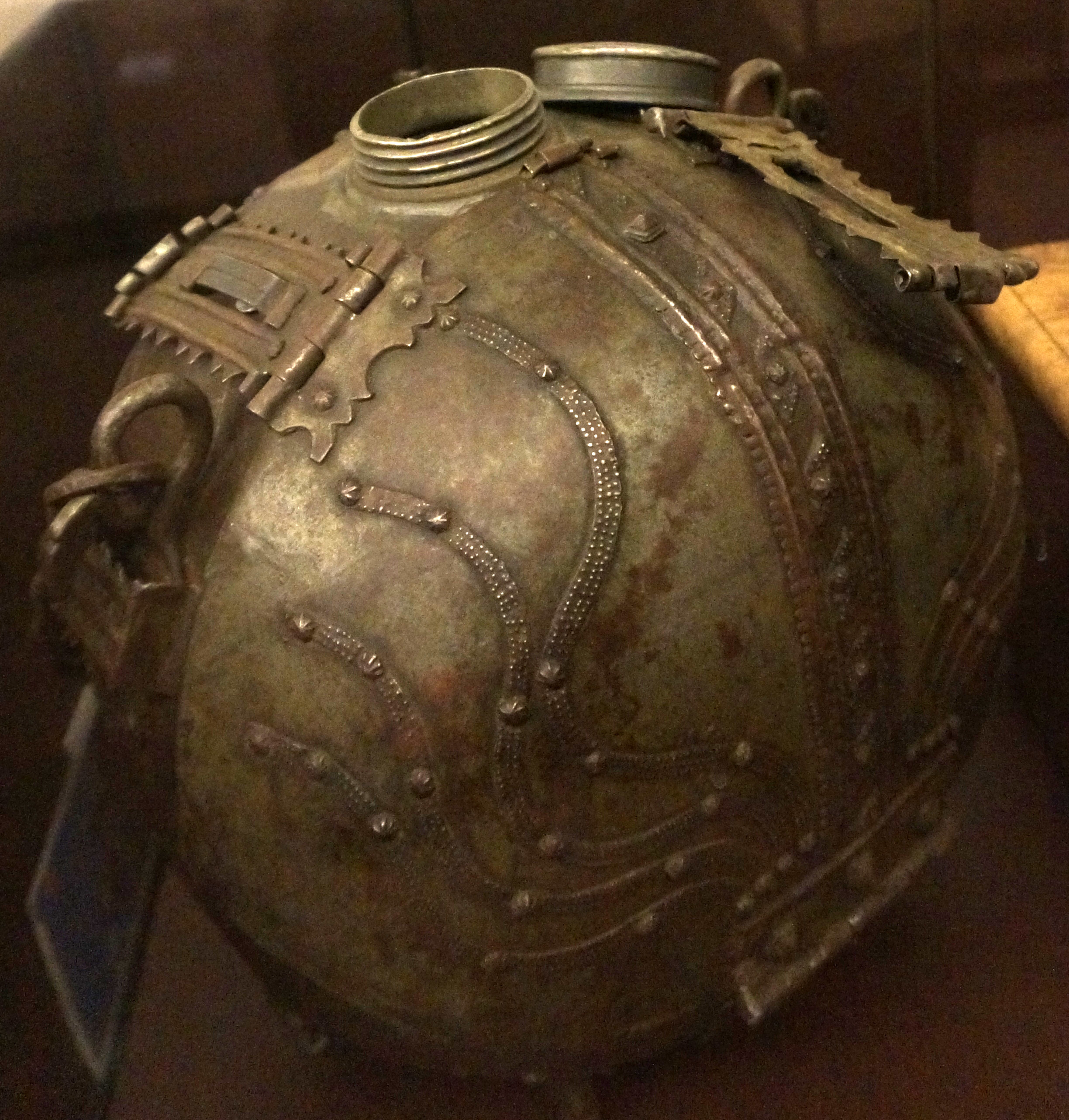
Gourde du XVIIIe siècle.
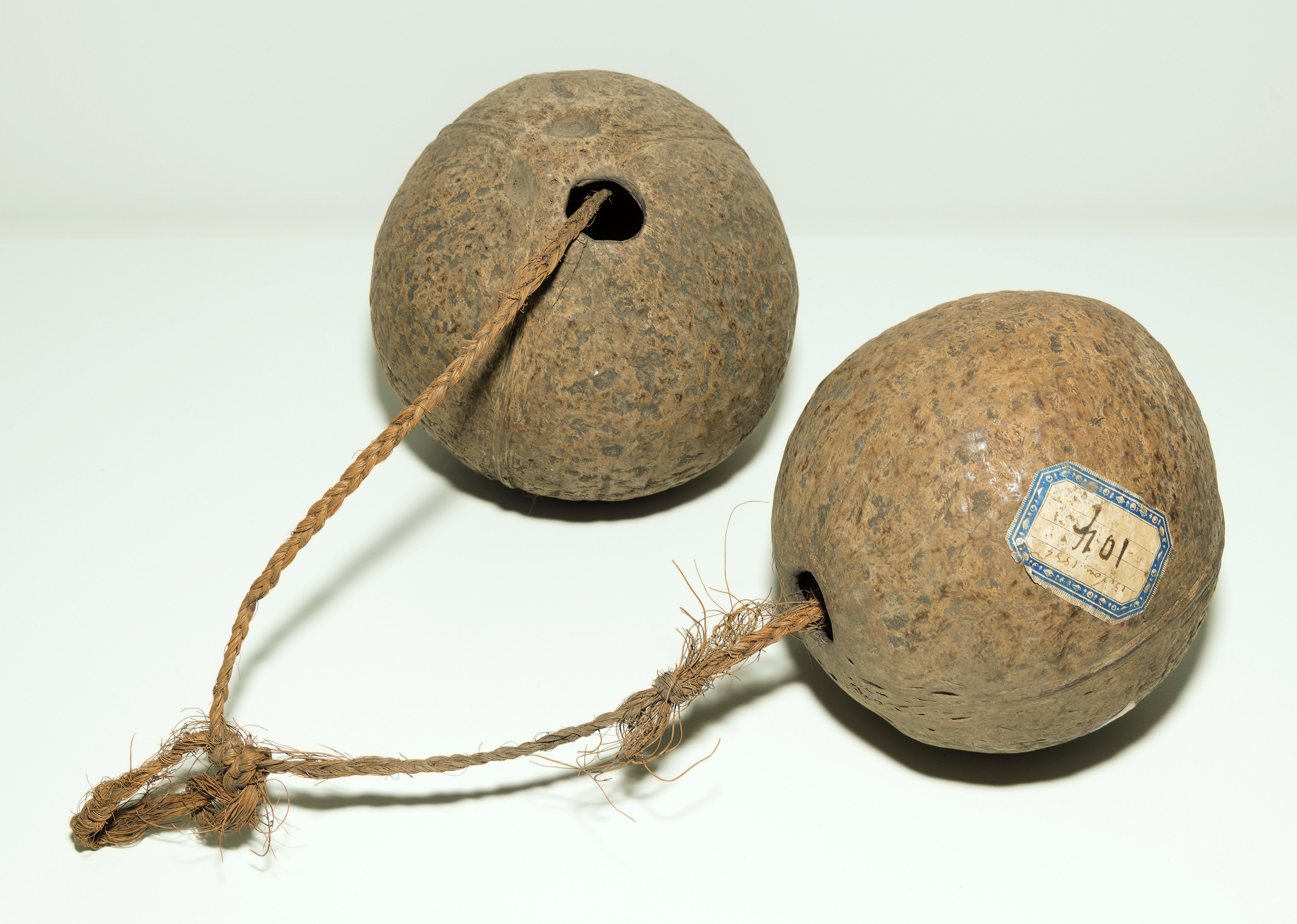
Gourdes kanaques XIXe siècle (Muséum de Toulouse)
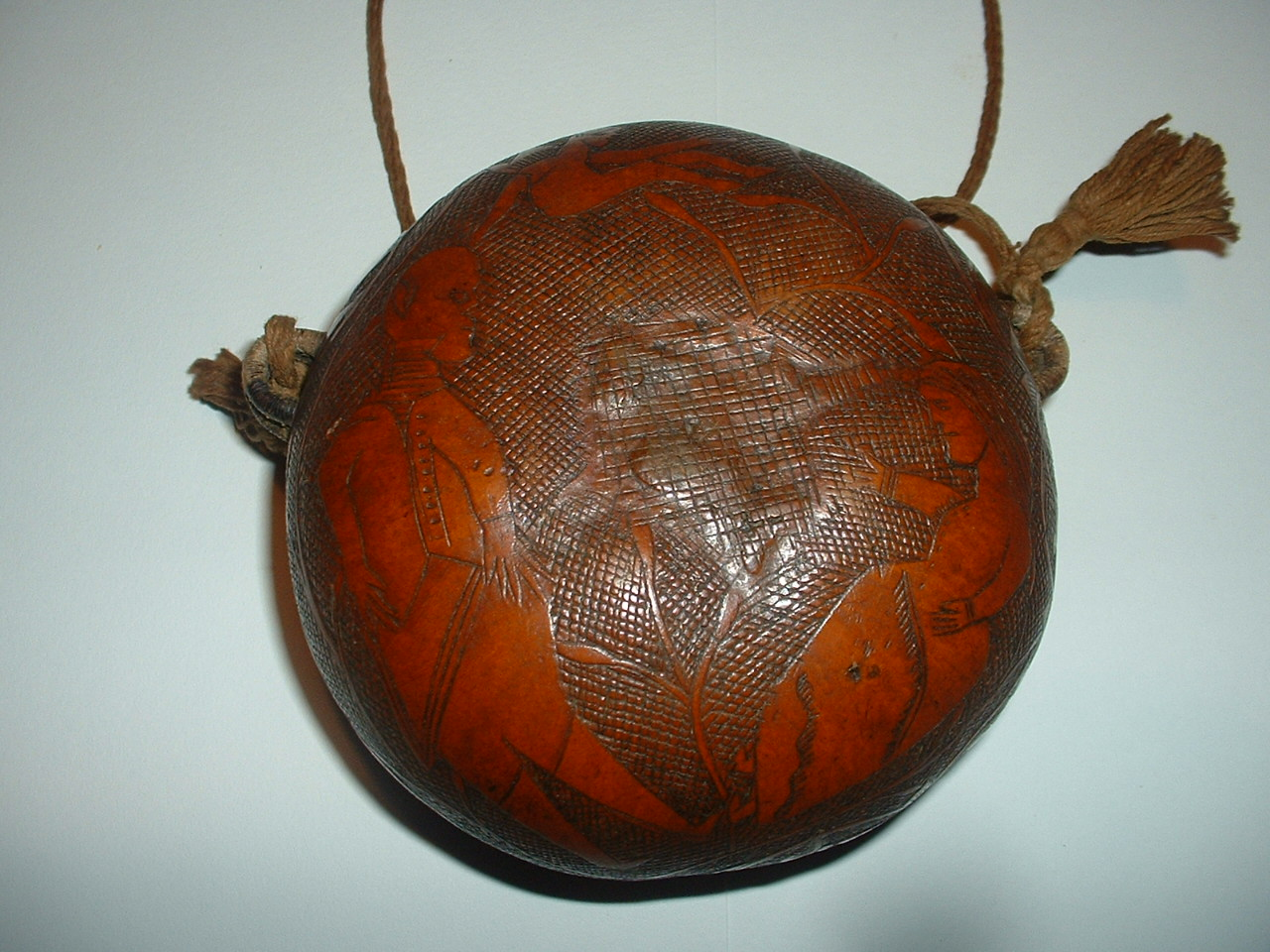
Une gourde corse du XIXe siècle.
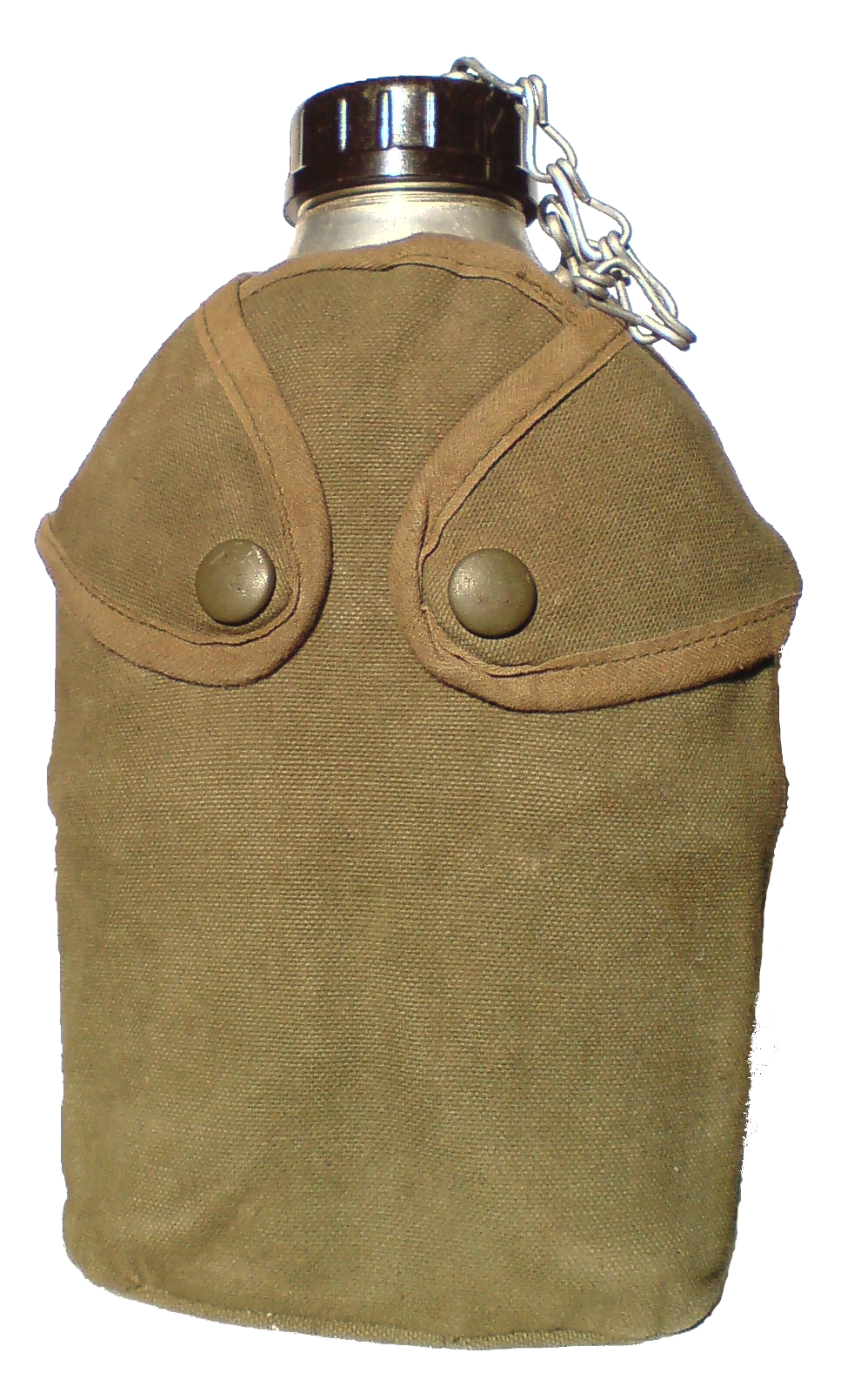
Gourde employée par l'armée française.
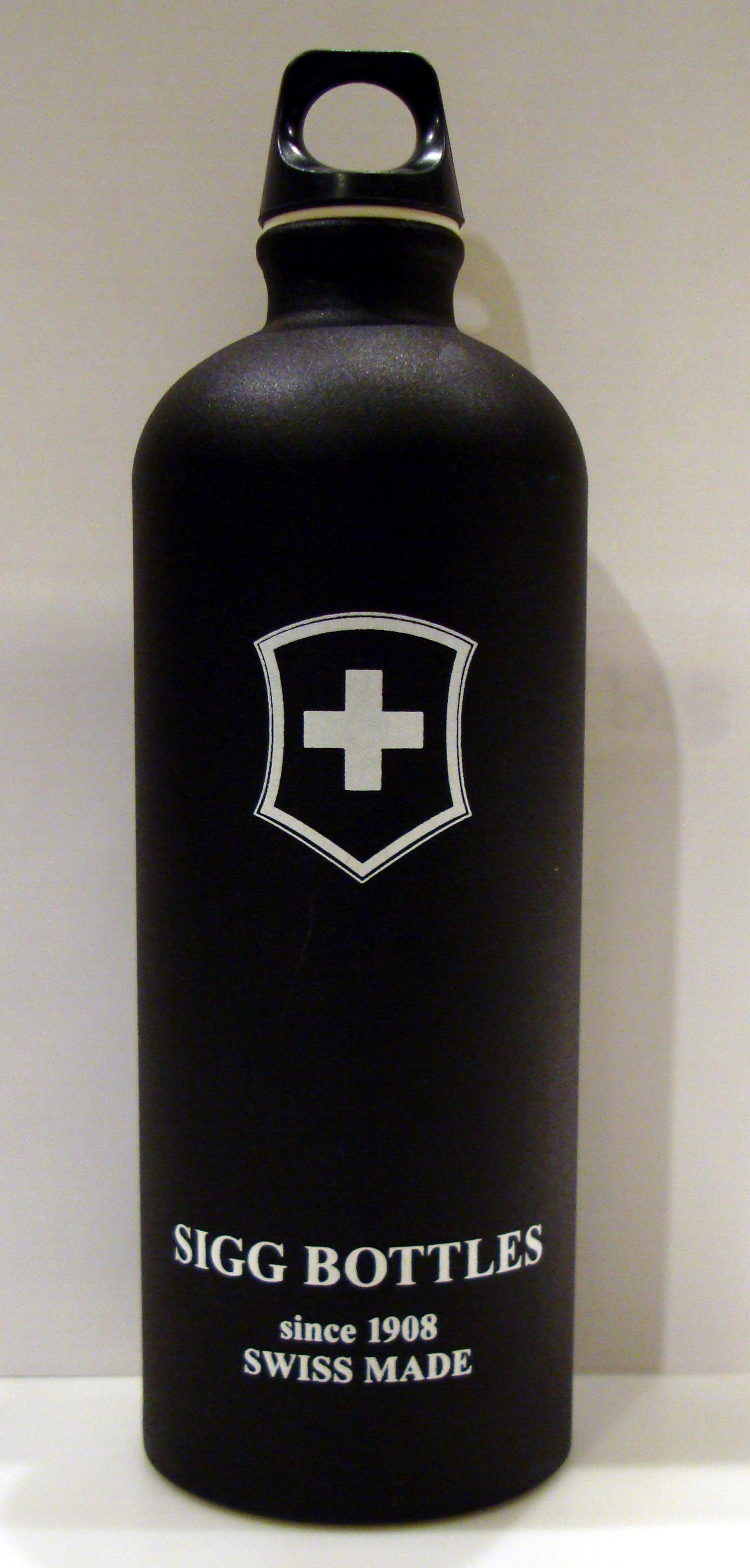
Gourde contemporaine avec un capuchon à vis (Sigg).
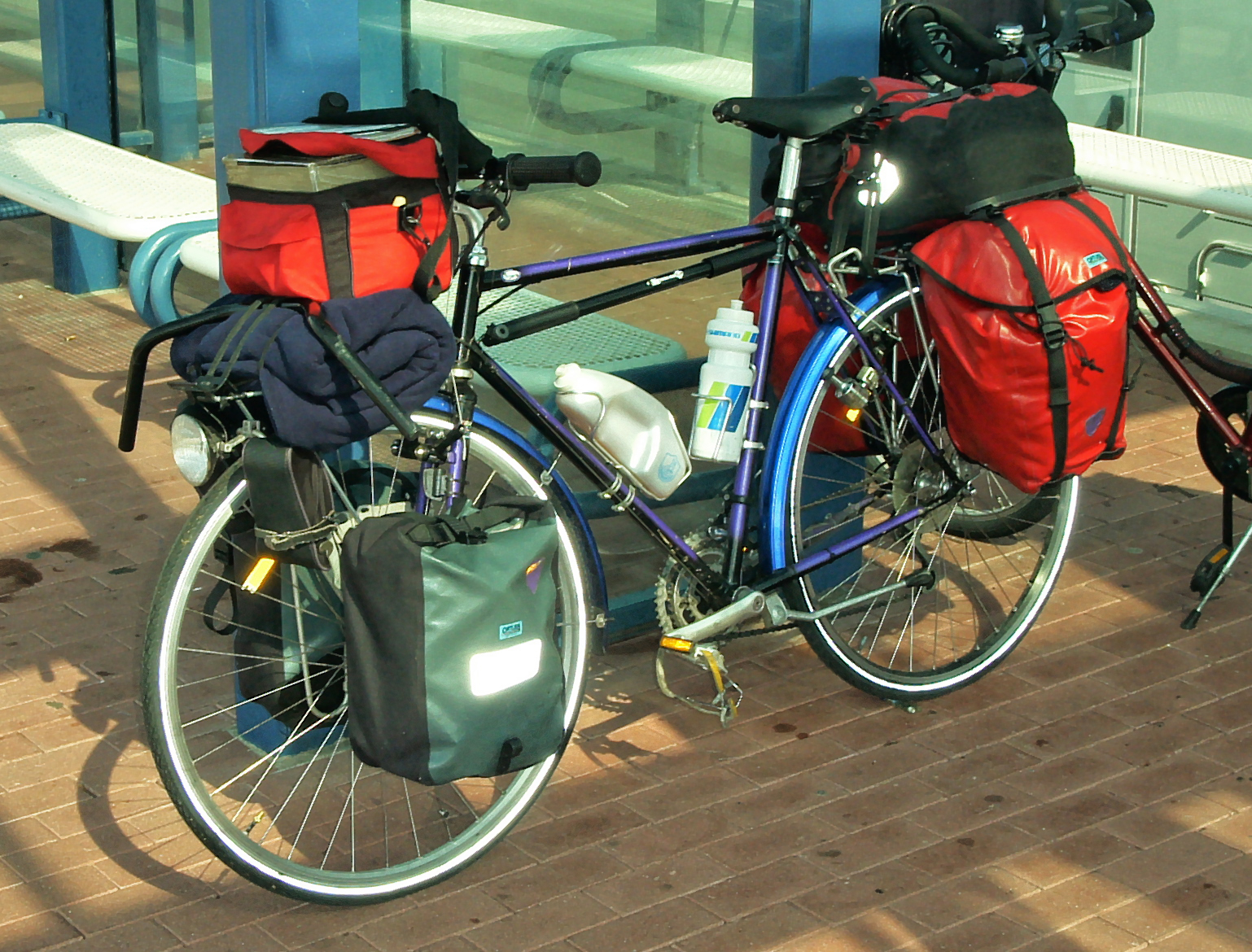
Gourdes de vélo.

## Transport
- Certains sacs à dos sont munis d'un compartiment destiné à transporter une gourde.
- Certaines gourdes peuvent s'attacher à une ceinture.
- Les bicyclettes disposent le plus souvent d'un ou plusieurs porte-gourde attachés au cadre. Dans ce cas, on parlera plutôt de bidon et de porte-bidon.

## Variante
Les étudiants des campus américains utilisent souvent des gourdes cylindriques rigides et graduées en matière plastique transparente, teintée ou non, mentionnant souvent le nom des universités, qui se caractérisent par un goulot très large permettant de les utiliser comme des verres géants. Elles permettent également de vérifier sa consommation quotidienne d'eau.

## Perturbateurs endocriniens
Les gourdes en polycarbonate et certaines gourdes en aluminium contiennent des perturbateurs endocriniens, dont du bisphénol A (BPA). L'intérieur des gourdes en aluminium est habituellement revêtu de résine époxy pour éviter un goût métallique. Un revêtement orange-doré indique la présence probable de perturbateurs endocriniens. Les bouteilles en verre et en acier inoxydable n'ont pas de revêtement intérieur.